# Liste von Bergen in Ecuador
Die Liste von Bergen in Ecuador führt alle Berge über 3500 Meter im Staatsgebiet von Ecuador auf. Diese 22 Berge liegen alle in den Anden. Sie verteilen sich wiederum auf die drei Hochgebirgsketten Cordillera Central, Cordillera Occidental und Interandino. 9 von ihnen sind aktive oder potentiell aktive Vulkane.

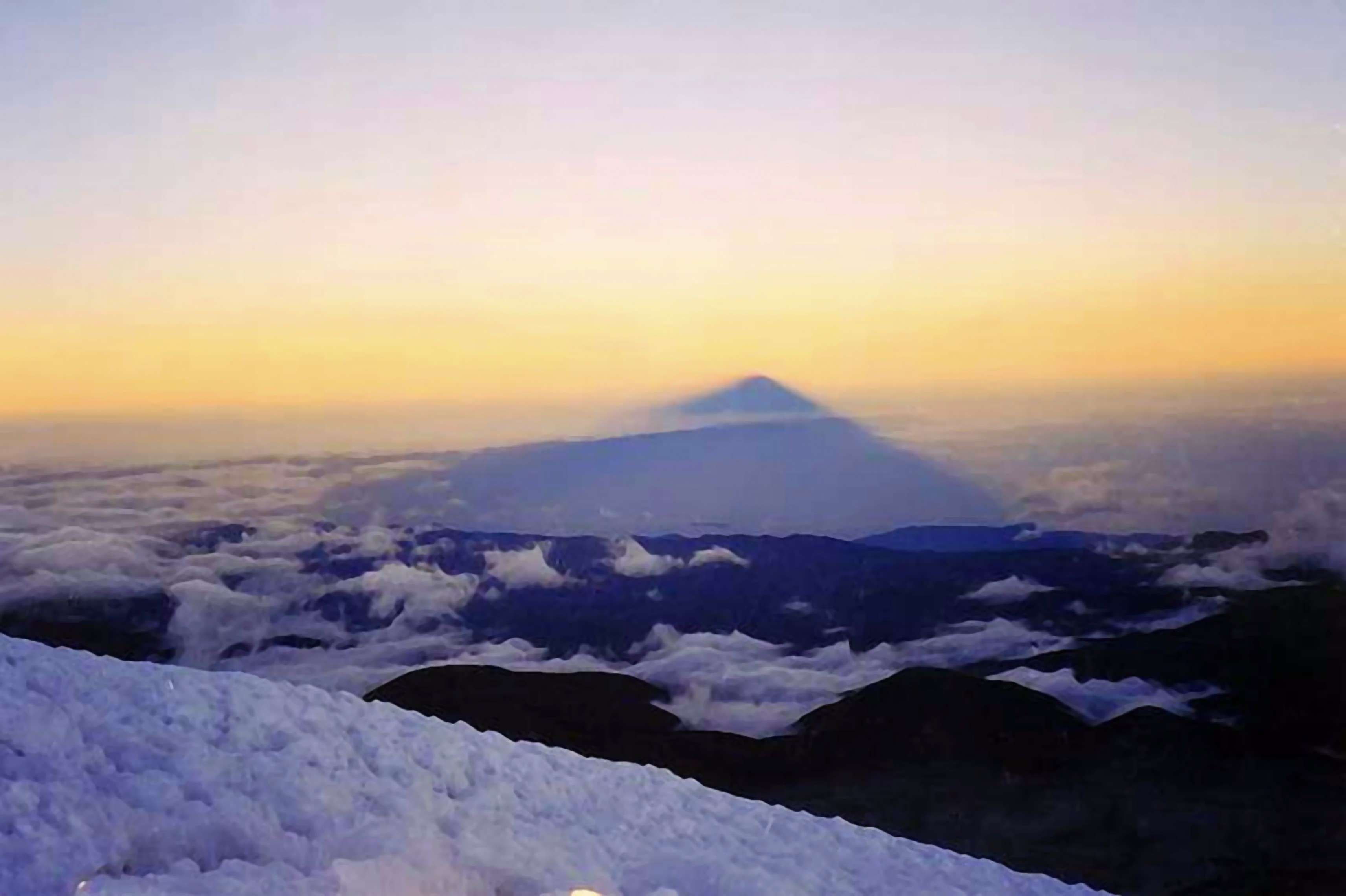
Der Chimborazo, höchster Berg in Ecuador

| Bild | Name             | Höhe m | Gebirge               | Bemerkungen            |
| ---- | ---------------- | ------ | --------------------- | ---------------------- |
|      | Chimborazo       | 6267   | Cordillera Occidental | Ecuadors höchster Berg |
|      | Cotopaxi         | 5897   | Cordillera Central    | Aktiver Vulkan         |
|      | Cayambe          | 5790   | Cordillera Central    |                        |
|      | Antisana         | 5753   | Cordillera Central    | Aktiver Vulkan         |
|      | El Altar         | 5319   | Cordillera Central    |                        |
|      | Iliniza Sur      | 5263   | Cordillera Occidental |                        |
|      | Sangay           | 5230   | Cordillera Central    | Aktiver Vulkan         |
|      | Iliniza Norte    | 5116   | Cordillera Occidental |                        |
|      | Tungurahua       | 5023   | Cordillera Central    | Aktiver Vulkan         |
|      | Carihuairazo     | 5018   | Cordillera Occidental |                        |
|      | Cotacachi        | 4944   | Cordillera Occidental |                        |
|      | Sincholagua      | 4873   | Cordillera Central    |                        |
|      | Corazón          | 4782   | Cordillera Occidental |                        |
|      | Pichincha        | 4776   | Cordillera Occidental | Aktiver Vulkan         |
|      | Nevado de Cumbal | 4764   | Cordillera Occidental |                        |
|      | Cerro Soroche    | 4730   | Cordillera Central    |                        |
|      | Chiles           | 4723   | Cordillera Occidental |                        |
|      | Rumiñahui        | 4722   | Interandino           |                        |
|      | Imbabura         | 4621   | Interandino           |                        |
|      | Cerro Hermoso    | 4571   | Cordillera Central    |                        |
|      | Cerro Patul      | 4524   | Cordillera Central    |                        |
|      | Atacazo          | 4455   | Cordillera Occidental |                        |
|      | Fuya Fuya        | 4279   | Cordillera Central    |                        |
|      | Pasochoa         | 4199   | Interandino           |                        |
|      | Sumaco           | 3780   | Cordillera Central    |                        |
|      | Reventador       | 3562   | Cordillera Central    | Aktiver Vulkan         |